# Ptisana rigida
Ptisana rigida är en kärlväxtart som först beskrevs av Cornelis Rugier Willem Karel van Alderwerelt van Rosenburgh, och fick sitt nu gällande namn av Murdock. Ptisana rigida ingår i släktet Ptisana och familjen Marattiaceae. Inga underarter finns listade i Catalogue of Life.